# L.C. Five Martina
L'L.C. Five Martina è stata una società italiana di calcio a 5, fondata nel luglio del 2009, con sede a Martina Franca.

## Storia
Dopo cinque stagioni di successi che proiettarono la giovane società martinese dalla Serie C2 pugliese ai play-off scudetto, nel giugno 2014 la dirigenza comunica l'impossibilità economica di proseguire l'attività con la conseguente consegna del titolo sportivo nelle mani del sindaco.

## Cronistoria
| Cronistoria dell'L.C. Five Martina |
| --- |
| - 2009 · Fondazione dell'L.C. Five Martina. - 2009-10 · 1ª nel girone C di Serie C2 Puglia. Promossa in Serie C1. Finalista di Coppa Puglia di Serie C2. - 2010-11 · 1ª in Serie C1 Puglia. Promossa in Serie B. Vince la Coppa Italia regionale (1º titolo). Vince la fase nazionale di Coppa Italia regionale (1º titolo). Vince la Supercoppa della Puglia (1º titolo). - 2011-12 · 1ª nel girone F di Serie B. Promossa in Serie A2. Vince la Coppa Italia di Serie B (1º titolo). - 2012-13 · 1ª nel girone B di Serie A2. Promossa in Serie A. Semifinalista di Coppa Italia di Serie A2. - 2013-14 · 8ª in Serie A. Quarti di finale play-off scudetto. Quarti di finale di Coppa Italia. 2ª fase di Winter Cup. - 2014 · Scioglimento della società. |

## Strutture
La società giocava le partite casalinghe presso il PalaWojtyla di Martina Franca.

## Organigramma
- Presidente: Cosimo Scatigna
- Vice Presidente: Nicola Pastore
- Segretario: Andrea Scatigna Martino
- Direttore generale: Veronica Scatigna
- Responsabile comunicazioni: Donatella Cito
- Addetto stampa: Sandro Corbascio
- Responsabile logistica: Ettore Lenti

### Sponsor
- 2009-2014  Joma

- 2009-2013  Digital System S.r.l.  Martina Franca
- 2013-2014 Solito

## Palmarès
- Coppa Italia serie B: 1 (2012)
- Coppa Italia Puglia: 1 (2011)
- Supercoppa di Puglia: 1 (2011)
- Campionato Under 21: 1
- Coppa Italia Under 21: 1 (2011)
- Coppa Italia serie C: 1 (2011)
- Supercoppa Italia Under 21: 1 (2011)

## Statistiche e record

### Partecipazione ai campionati
| Livello | Categoria | Partecipazioni | Debutto   | Ultima stagione |
| ------- | --------- | -------------- | --------- | --------------- |
| 1°      | Serie A   | 1              | 2013-2014 | 2013-2014       |
| 2°      | Serie A2  | 1              | 2012-2013 | 2012-2013       |
| 3°      | Serie B   | 1              | 2011-2012 | 2011-2012       |
| 4°      | Serie C1  | 1              | 2010-2011 | 2010-2011       |
| 5°      | Serie C2  | 1              | 2009-2010 | 2009-2010       |

## Organico

### Rosa 2013/2014
| N° | Naz.                 | Ruolo | Sportivo              | Anno     |  |  |
| -- | -------------------- | ----- | --------------------- | -------- |  |  |
| 1  | Brasile (bandiera)   | POR   | Rogerio Sant'Ana      | 05.03.80 |  |  |
| 12 | Italia (bandiera)    | POR   | Claudio Lopopolo      | 11.11.83 |  |  |
| 22 | Italia (bandiera)    | POR   | Giuseppe Micoli       | 20.02.92 |  |  |
| 4  | Italia (bandiera)    | DIF   | Daniele Lisi          | 04.08.90 |  |  |
| 5  | Argentina (bandiera) | DIF   | Esteban Arellano      | 07.01.81 |  |  |
| 6  | Italia (bandiera)    | DIF   | Andrea Scatigna       | 16.06.89 |  |  |
| 7  | Italia (bandiera)    | LAT   | Massimo De Luca       | 07.10.87 |  |  |
| 8  | Italia (bandiera)    | LAT   | Marco Solidoro        | 05.09.91 |  |  |
| 9  | Italia (bandiera)    | PIV   | Giuseppe Manghisi     | 24.02.91 |  |  |
| 10 | Brasile (bandiera)   | LAT   | Felipe Manfroi        | 04.06.86 |  |  |
| 11 | Brasile (bandiera)   | LAT   | Christian Luft        | 18.02.85 |  |  |
| 13 | Brasile (bandiera)   | PIV   | Dao                   | 13.04.79 |  |  |
| 14 | Brasile (bandiera)   | DIF   | Bocão                 | 20.04.89 |  |  |
| 15 | Brasile (bandiera)   | LAT   | Fininho               | 15.01.82 |  |  |
| 17 | Brasile (bandiera)   | LAT   | Caio Junior Pagnussat | 08.03.93 |  |  |
| 20 | Brasile (bandiera)   | LAT   | Paulinho              | 19.04.80 |  |  |
| 28 | Spagna (bandiera)    | LAT   | Saúl Olmo             | 29.04.84 |  |  |

### Staff tecnico
- Allenatore: Pietro Basile
- Vice-allenatore: Paolo Di Grassi
- Preparatore portieri: Sebastiano Giannandrea
- Preparatore atletico: Esteban Arellano
- Direttore sportivo: Francesco Papapietro
- Fisioterapista: Vitantonio Pascale
- Medico: Giovanni Colucci